# Museo d'arte regionale Nikanor Onac'kyj
Il Museo d'arte regionale Nikanor Onac'kyj, o in modo più completo Museo d'arte di Sumy intitolato a Nikanor Onac'kyj (in ucraino Сумський художній музей імені Никанора Онацького?; in russo Сумской областной художественный музей имени Н. Х. Онацкого?) è un museo statale che si trova a Sumy nell'omonima oblast' dell'Ucraina. La sua collezione è una delle più importanti del Paese con opere di artisti nativi e provenienti da tutto il mondo.

## Storia
Il museo è stato fondato nel marzo 1920 dall'artista e docente ucraino Nikanor Onac'kyj. In origine le collezioni provenivano da raccolte private nazionalizzate, come quella appartenente al collezionista Hansen Oscar-Hermann Hermanovyč In seguito la dotazione è stata arricchita sino ad arrivare a circa 15 000 opere conservate.

## Descrizione
Il museo ha sede in un edificio storico a Sumy risalente all'inizio del XX secolo e progettato dall'architetto russo Ernest Gustav Scholz come sede di un istituto bancario. L'esposizione occupa sale sui due piani del palazzo e comprende opere come dipinti, disegni, sculture e altro di autori ucraini e stranieri. Tra i pittori rappresentati con loro dipinti vi sono Lev Solov'ëv, Archip Ivanovič Kuindži e Konstantin Makovskij.